# Алам-хан
Алам-хан (урду عالم خان; д/н — бл.1511) — 7-й султан Хандешу у 1508—1509 роках.

## Життєпис
Походив з побічної гілки старшої лінії династії Фарукі-ханів. 1503 року за підтримки ахмеднагарського султана Ахмада Нізам-шаха I, але зазнав поразки, втікши до Ахмеднагару. Втім того ж року після поразки хандеського султана Дауд-хан намагався зайняти трон, але марно.
1508 року після смерті хандеського султану Газні-хана за підтримки Ахмада Нізам-шаха I та хандеської знаті посів трон. Але проти нього виступив гуджаратський султан Махмуд-шаха I, що висунув на трон іншого Алам-хана. 1509 року зазнав поразки, внаслідок чого Махмуд-шах I поставив на трон Хандешу Алам-хана під ім'ям Міран Аділ-хан III. Але продовжив боротьбу до 1511 року.